# Седми континент
Седми континент је југословенски филм први пут приказан 12. јула 1966 године. Режирао га је Душан Вукотић а сценарио су написали Ружена Фишер, Андро Лусичић, Владислав Новак и Душан Вукотић.

## Радња
Група деце открива нови континент, ненастањен одраслима. Ускоро им се на том 'рајском континенту' придружују деца свих раса, напуштајући своје родитеље, остављајући их затвореним заједно с осталим одраслима који не могу схватити што се догађа.

## Улоге
| Глумац           | Улога           |
| ---------------- | --------------- |
| Деметер Битенц   |                 |
|                  | Генералова жена |
| Вања Драх        | Дипломат        |
|                  |                 |
|                  | Генерал         |
|                  |                 |
| Антун Налис      | Отац            |
| Томислав Пасарић | Бели дечак      |
| Хермина Пипинић  | Дечакова мајка  |

Остале улоге  ▼
| Глумац           | Улога           |
| ---------------- | --------------- |
|                  | Црни дечак      |
| Виктор Старчић   | Експерт         |
|                  | Плава девојчица |
| Дано Живојиновић |                 |

## Награде
- Пула 67' - Награду жирија публике Јелен недељника ВУС[2]
- Трст 67' - Златна медаља[2]
- Сан Антонио 69' - Награда за најбољу режију[2]